# دابروویتسا (استان اشوی‌داشکسیه)
دابروویتسا (به لهستانی: Dąbrowica) یک منطقهٔ مسکونی در لهستان است که در گمینا سووپیا (شهرستان یندژیوف) واقع شده‌است.